# Always (album)
Always is een ep van de Belgische punkgroep Red Zebra uit 1984. De plaat verscheen bij Himalaya.
In 2002 verscheen een geremasterde versie.

## Nummers
Kant 1
1. Always
2. This Man for Hire

Kant 2
1. Polar Club (live)
2. Saint with a Gun (live)"
3. The Art of Conversation (live)

## Meewerkende artiesten
Muzikanten
- Ann Tuts (achtergrondzang)
- Bruno Melon (gitaar)
- Geert Maertens (gitaar)
- Jan Weuts (trompet)
- Johan Isselée (drums)
- Peter Slabbynck (zang)
- Pieter Vreede (basgitaar)